# Melilotus elegans
Melilotus elegans är en ärtväxtart som beskrevs av Nicolas Charles Seringe. Melilotus elegans ingår i släktet sötväpplingar, och familjen ärtväxter. Inga underarter finns listade i Catalogue of Life.